# Vincent Matthews
Vincent Edward Matthews (ur. 16 grudnia 1947 w Nowym Jorku) – amerykański lekkoatleta, dwukrotny złoty medalista igrzysk olimpijskich, sprinter.
Na Igrzyskach w Meksyku (1968) amerykańska sztafeta 4 × 400 metrów (w składzie : Vincent Matthews, Ron Freeman, Larry James oraz Lee Evans) pobiła rekord świata osiągając czas 2:56,16, który to wynik pozostał rekordem świata aż do 1992. Cztery lata później podczas Igrzysk Olimpijskich w Monachium zdobył złoty medal z czasem 44,66, który to wynik jest jego rekordem życiowym. Podczas dekoracji Matthews, podobnie jak srebrny medalista Wayne Collett, nie wysłuchał z należytą powagą amerykańskiego hymnu, co zostało odebrane jako manifest polityczny (podobny do wsparcia Czarnych Panter przez lekkoatletów amerykańskich podczas igrzysk w Meksyku). Matthews i Collett dostali zakaz startów na igrzyskach wydany przez Międzynarodowy Komitet Olimpijski, co wykluczyło też występ amerykańskiej sztafety 4 × 400 m.
W 1968 w zawodach przedolimpijskich przebiegł dystans 400 metrów w czasie 44,4, lepszym od rekordu świata, jednak wynik ten nie został uznany z uwagi na niejasności co do obuwia w którym pobiegł Matthews.
Na igrzyskach panamerykańskich w Winnipeg otrzymał złoty medal w sztafecie 4 × 400 metrów i srebrny medal w biegu na 400 metrów.